# Sericolea venusta
Sericolea venusta är en tvåhjärtbladig växtart som beskrevs av Albert Charles Smith. Sericolea venusta ingår i släktet Sericolea och familjen Elaeocarpaceae. Inga underarter finns listade i Catalogue of Life.